# 普萊森特希爾鎮區 (北達科他州基德縣)
普萊森特希爾鎮區（英語：Pleasant Hill Township）是位於美國北達科他州基德縣的一個鎮區。

## 地方資料
普萊森特希爾鎮區的面積為93.14平方千米，當中陸地面積為91.80平方千米，而水域面積為1.33平方千米。根據2020年美國人口普查的數據，當地共有人口45人，而人口密度為每平方千米0.48人。